# Mompha conviva
Mompha conviva é uma espécie de mariposa do gênero Mompha pertencente à família Coleophoridae.